# Dyrzela plagiata
Dyrzela plagiata là một loài bướm đêm trong họ Noctuidae.